# Hypozetes aviger
Hypozetes aviger är en kvalsterart som beskrevs av Hammer 1982. Hypozetes aviger ingår i släktet Hypozetes och familjen Austrachipteriidae. Inga underarter finns listade i Catalogue of Life.